# Кангра-Ламбагреон
Кангра-Ламбагреон — историческое княжеское владение (джагир), расположенное в Пенджабе, ныне в составе штата Химачал-Прадеш. В 1947 году, включало 437 деревень, занимая территорию 324 км кв.
Княжеством правили раджи из древней раджпутской династии Каточ. Кангра считалась одним из старейших и крупнейших государств горного Пенджаба.
Кангра была захвачена Сикхским государством в 1810. После Джаваламукхского договора раджа кангры получает титул «джагир Ламбагреон». В 1846 году Кангра была присоединена к Британской Индии по Лахорскому договору.

## История

### Ранняя история Кангры
По легендам княжество Кангра, именуемое также Бхим Кот, Нагар-Кот, Сусармапура, Каточ, Джаландхара и Тригарта. По легендарной хронологии основано примерно в 4300 году до н. э. Первые исторические упоминания относятся к 11 веку н. э. Династия Каточ правила городом Кангра, по мнению местных жителей, с незапамятных времён, хотя случались и долгие междуцарствия.

### Ослабление и поглощение Пенджабом
Начиная примерно с 1620 года и по 1783 Кангра находилась под контролем Великих Моголов, и в городе стоял могольский гарнизон. По мере ослабления власти могольских падишахов местные военачальники и правители стали приобретать относительную независимость и бороться за власть. В 1758 году, Гхаманд Чанд, наследник обездоленного рода, приобрёл влияние в Пенджабе и был назначен Ахмад-шахом губернатором Джаландхара. Внук Гхаманд Чанда, Сансар Чанд собрал армию, включающую союзных ему сикхов, и сверг тогдашнего правителя Кнгры — Саиф Али Хана, и захватил город в 1783 году.
Вскоре Сансар Чанд добился повиновения и от соседних правителей. Он правил большей частью современного Химачал-Прадеша на протяжении примерно двух десятилетий, но его амбиции привели его к конфликту с гуркхами правившими Непалом. Гуркхи заключили союз с другими горными княжествами и напали на Кангру в 1806. Раджа потерпел поражения и был вынужден бросить все земли, за исключением непосредственной округи Кангры, которую он удержал с помощью сикхов, посланных Ранджит Сингхом. Находясь в отчаянно положении Сансар Чанд заключил договор с Сингхом в 1809 году. По этому договору Сансар Чанд уступил верховную власть над Кангрой Ранджит Сингху и получил взамен небольшой феод, выделенный из территории княжества. В 1947 году владение наследников Чанда представляло собой 20 деревень приносящих доход в размере 40т. рупий и занимающее территорию в 324 км². Ранджид Сингх также пожаловал Сансар Чанду титул владетеля Ламбагреона, который носили и его потомки.

### Правление британцев
В результате англо-сикхской войны 1846 года, земли между Сатледжом и Рави, включая княжества предгорий, были уступлены сикхами Ост-Индской компании. Ламбагреона, таким образом попал под контроль Шимлского суперинтендантства. Собственно княжество было официально названо «Кангра-Ламбагреон», поскольку княжество было отделено от самого города Кангры.
Княжество было присоединено к Индийскому Союзу в 1947. В следующем году оно, вместе с другими горными княжествами, было включено в штат Химачал-Прадеш.